# Synaptantha scleranthoides
Synaptantha scleranthoides är en måreväxtart som först beskrevs av Ferdinand von Mueller, och fick sitt nu gällande namn av Leslie Pedley och David A. Halford. Synaptantha scleranthoides ingår i släktet Synaptantha och familjen måreväxter. Inga underarter finns listade i Catalogue of Life.